# L'Heure zéro
L'Heure Zéro é um filme francês de Pascal Thomas, estreou em 2007.

## Ligações Externas
- (em inglês) L'Heure Zéro no IMDb